# Banks, Oregon
Banks är en stad i Washington County i Oregon. Vid 2010 års folkräkning hade Banks 1 777 invånare.